# Musculus levator anguli oris
Der Musculus levator anguli oris („Mundwinkelheber“) – auch als Musculus caninus bezeichnet – ist ein Hautmuskel des Kopfes. Der Muskel entspringt in der Fossa canina des Oberkiefers und strahlt in den Mundwinkel ein, wo sich seine Muskelfasern mit denen des Musculus zygomaticus, Musculus depressor anguli oris und Musculus orbicularis oris vermengen. Der Muskel gehört zur mimischen Muskulatur und zieht den Mundwinkel nach oben. Er wird vom Nervus facialis innerviert. Bei Pferden erweitert der Muskel auch die Nüstern.